# Copa da Liga Profissional de Futebol
A Copa de la Liga Profesional (lit.  "Copa da Liga Profissional") foi uma competição oficial de futebol entre clubes da Argentina, planejada e organizada pela Liga Profesional de Fútbol, órgão ligado à Asociación del Fútbol Argentino (AFA). Criada em 2020 sob o nome de "Copa Diego Armando Maradona", foi concebida como uma competição de contingência depois que o cronograma de uma temporada regular da liga foi adiado repetidamente por causa da pandemia de COVID-19. Foi disputada até sua última edição em 2024, quando a AFA decidiu alterar o formato da Primera División a partir de 2025, retirando a Copa da la Liga Profesional do calendário.
Participavam do torneio apenas os clubes da Primera División, a principal divisão do sistema de ligas da Argentina. O torneio premiava seu campeão com uma vaga para a Copa Libertadores e para disputar o Trofeo de Campeones contra o vencedor da Primera División.

## Formato
A primeira edição foi disputada pelas 24 equipes que participaram da Primera División de 2019–20, divididas em seis grupos de quatro equipes cada, jogando em pontos corridos de dois turnos. Em cada grupo, as duas primeiras equipes avançaram para a "Fase Campeón" enquanto as duas últimas equipes avançaram para a "Fase Complementación".
Na Fase Campeón, as 12 equipes classificadas foram divididas em dois grupos de seis equipes cada, onde disputaram um torneio de pontos corridos de turno único. Os vencedores de cada grupo jogaram a partida final em campo neutro. O vencedor da final da Fase Campeón sagrou-se campeão da taça também se classificando para a Copa Libertadores.
Por outro lado, as equipes da Fase Complementación jogaram no mesmo formato da Fase Campeón. O vencedor da final da Fase Complementación disputou uma partida contra o vice-campeão da Fase Campeón para a Copa Sul-Americana.
A segunda edição teve formato semelhante com um total de 26 equipes incluindo duas promovidas da Primera Nacional (segunda divisão). As equipes foram divididas em dois grupos de 13 equipes cada, jogando em um torneio de pontos de turno único num total de 13 rodadas. As quatro melhores equipes de cada grupo avançaram para um torneio eliminatório até que se chegasse a um campeão.

## Títulos

### Por clubes
| Clube              | Títulos         | Vices    | Semifinais      | Total Finais | Total Semifinais |
| ------------------ | --------------- | -------- | --------------- | ------------ | ---------------- |
| Boca Juniors       | 2 (2020 e 2022) | 0        | 2 (2021 e 2024) | 2            | 4                |
| Colón              | 1 (2021)        | 0        | 0               | 1            | 1                |
| Estudiantes        | 1 (2024)        | 0        | 0               | 1            | 1                |
| Rosário Central    | 1 (2023)        | 0        | 0               | 1            | 1                |
| Racing             | 0               | 1 (2021) | 1 (2022)        | 1            | 2                |
| Banfield           | 0               | 1 (2020) | 0               | 1            | 1                |
| Platense           | 0               | 1 (2023) | 0               | 1            | 1                |
| Tigre              | 0               | 1 (2022) | 0               | 1            | 1                |
| Vélez Sarsfield    | 0               | 1 (2024) | 0               | 1            | 1                |
| Argentinos Juniors | 0               | 0        | 2 (2022 e 2024) | 0            | 2                |
| Godoy Cruz         | 0               | 0        | 1 (2023)        | 0            | 1                |
| Independiente      | 0               | 0        | 1 (2021)        | 0            | 1                |
| River Plate        | 0               | 0        | 1 (2023)        | 0            | 1                |

### Por província
| Províncias               | Títulos | Vices | Semifinais |
| ------------------------ | ------- | ----- | ---------- |
| Buenos Aires             | 2       | 1     | 5          |
| Santa Fe                 | 2       | 0     | 0          |
| Buenos Aires (província) | 1       | 4     | 2          |
| Mendoza                  | 0       | 0     | 1          |